# Рокан
Ро́кан — река в Индонезии, на острове Суматра. Длина реки около 600 км, площадь водосбора около 19 000 км². Средний расход воды составляет 1100 м³/с.
Истоки находятся на северных склонах горы Талакмау под названием Сумпур, далее течёт по заболоченной равнине, покрытой экваториальными лесами. Впадает в Малаккский пролив, образуя эстуарий длиной около 30 км. Полноводна в течение всего года. Судоходна, в эстуарии — порт Багансиапиапи.
Основные притоки — Кубу (лв), Банко (лв), Себанга (пр), Петани (пр), Рангоу (пр), Рокан-Канан (Лубук) (лв), Сиасам (пр), Асик (лв).